# Millbillillie-Meteorit
Koordinaten: 26° 27′ 0″ S, 120° 22′ 0″ O
Der Millbillillie-Meteorit, ein Steinmeteorit, ging um 13:00 Uhr an einem Oktobertag im Jahr 1960 in der Nähe von Wiluna in Western Australia, Australien, nieder.
Beobachtet wurde der Meteorit von zwei Personen in der Nähe der Millbillillie-Jundee-Viehstation. Zur damaligen Zeit wurde nicht weiter nach Teilen des Meteorits gesucht. In den Jahren 1970 und 1971 erfolgte eine Suche durch Verwandte eines Beobachters des Ereignisses. Sie fanden die beiden ersten Steine des Meteoriten, einer mit einem Gewicht von etwa 20 kg, der heute im Western Australian Museum in Perth zu betrachten ist, und einen weiteren kleineren mit einem Gewicht von 565 Gramm. Später fanden lokale Aborigines weitere Steine, so dass die geschätzte Gesamtmasse nun bei 100 bis 300 Kilogramm liegt.
Der Millbillillie-Meteor ist gesteinskundlich ein Eukrit, ein gemengtes kristallines Gestein. Dieser Meteor wird als Achondrit eingeordnet. Es handelt sich um ein polymiktes Gestein, das von einer glasig geschmolzenen Kruste umgeben ist. Er besteht aus 49 % Pyroxen, 46 % Plagioklas, 0,7 % Ilmenit, ferner eisen- und chromhaltigem Spinell und Spuren von Metallen und Troilit.
Es wird angenommen, dass der Millbillillie-Meteorit ein Teil von Vesta war, dem drittgrößten Objekt im Hauptgürtel.